# ماریا پروولاراکی
ماریا پروولاراکی (به یونانی: Μαρια Πρεβολαρακη،  زادهٔ ۲۱ دسامبر ۱۹۹۱) یک کشتی‌گیر آزادکار اهل یونان است. وی سابقه حضور در المپیک ۲۰۲۰ توکیو و المپیک ۲۰۲۴ پاریس را دارد.
از افتخارات وی می‌توان به کسب سه مدال برنز قهرمانی کشتی جهان ۲۰۱۲ و قهرمانی کشتی جهان ۲۰۱۷ و قهرمانی کشتی جهان ۲۰۲۲ اشاره کرد.